# Shane Madden
Shane Madden (ur. 12 października 1979 w Dublinie) – amerykański wioślarz.

## Osiągnięcia
- Mistrzostwa Świata – Linz 2008 – czwórka podwójna wagi lekkiej – 6. miejsce[1].
- Mistrzostwa Świata – Poznań 2009 – dwójka podwójna wagi lekkiej – 15. miejsce[1].